# Libèl·lula verda
La libèl·lula verda o libèl·lula de juny (Anax junius) és una espècie d'odonat anisòpter de la família Aeshnidae.

## Distribució
Es troba a l'Amèrica del Nord, Amèrica Central, illes del Carib i a Kamtxatka.

## Ecologia
Cria en llacs, basses i corrents d'aigua calma. Té un fort comportament migratori i se sol veure lluny de llocs de cria.